# Fondation du cinéma Farabi
Pour les articles homonymes, voir Farabi.
La Fondation du cinéma Farabi (en persan : بنیاد ﺳﻴﻨﻤﺎى فارابى, Bonyād-e sinemā'i-e Fārābi) est une fondation iranienne consacrée au cinéma et à l'industrie du film.
La fondation Farabi est fondée en 1983 et est initialement destinée à l'importation des films étrangers et à la production et l'export des films iraniens. La fondation développe ensuite ses activités pour devenir un acteur majeur dans l'industrie cinématographique iranienne. La fondation Farabi produit des films, accorde des financements, fournit du matériel aux réalisateurs et les aide pour la post-production. Elle publie également des ouvrages liés à la cinématographie et finance des festivals du film.
La fondation Farabi est aussi active à l'international, puisqu'elle promeut le cinéma iranien dans le monde entier, à travers la participation à des festivals ou l'assistance commerciale pour la promotion des films iraniens.
La fondation Farabi dépend du ministère de la culture et de l'orientation islamique.